# Atlanersa
Atlanersa war ein nubischer König, der um 640 v. Chr. regierte.
Er war der Sohn des Taharqa und einer […]salka (Name nicht ganz erhalten) und mit seinen Schwestern Yeturow und Khalese verheiratet. Die Mutter seines Nachfolgers Senkamanisken und wohl eine Nebenfrau war dagegen Malotaral.
Atlanersa ist von Darstellungen in den Tempeln am Berg Barkal bekannt. Von dort stammt auch ein Granitaltar mit seinem Namen und aus Dongola stammt das Fragment eines Obelisken mit seinem Namen. Er ist im Grab Nu 20 in Nuri begraben worden, da sich dort eine Opfertafel mit seinem Namen fand.

## Titel
- Horusname: Geregtaui
- Nebti-Name: Merimaat
- Goldname: Smenhepu
- Thronname: Chukare
- Eigenname: Atlanersa